# Borup Kirke (Randers Kommune)
 For alternative betydninger, se Borup Kirke. (Se også artikler, som begynder med Borup Kirke)
Borup Kirke ligger i landsbyen Borup, ca. 5 km NV for Randers (Region Midtjylland). Indtil Kommunalreformen i 2007 lå den i Århus Amt, og indtil Kommunalreformen i 1970 i Støvring Herred (Randers Amt)
Kor og skib er opført i romansk tid af granitkvadre over skråkantsokkel. Syddøren er stadig i brug og har bevaret ydre buestik og indre retkantet indfatning, norddøren er tilmuret, men har i det ydre bevaret bueslag og profilerede kragsten. Sydsidens mure er omsatte i nyere tid, i korgavlen og i nordmuren er bevaret romanske vinduer.
Tårnet er opført i sengotisk tid, våbenhuset er helt ombygget i 1892. Sydkapellet er opført i sengotisk tid men blev omdannet til gravkapel af P. von Sprechelsen i 1692. Kirken blev restaureret i 1906.
I sengotisk tid fik kor og skib indbygget krydshvælv. Korbuen er bevaret med kraftigt profilerede kragsten. Altertavlen er fra o.1690 og skulle være skåret af Essenbæk-snedkeren Peder Jensen. Prædikestolen bærer årstallet 1612. På nordvæggen hænger et epitafium over provst Jørgen Sørensen (død 1602) og hustru.
Den romanske granitfont har løvefigurer på kummen.
I våbenhuset står en runesten - Borup-stenen - der blev fundet da man i 1995 foretog en omlægning af stenbelægningen omkring kirken, hvorunder stenen blev fundet under den tilmurede norddør, hvor den lå med runesiden opad.

## Eksterne kilder og henvisninger
- Wikimedia Commons har flere filer relateret til Borup Kirke (Randers Kommune)
- Borup Kirke Arkiveret 30. januar 2011 hos  Wayback Machine på nordenskirker.dk
- Borup Kirke på KortTilKirken.dk